# Apantesis phalerata
Apantesis phalerata är en fjärilsart som beskrevs av Harris 1841. Apantesis phalerata ingår i släktet Apantesis och familjen björnspinnare. Inga underarter finns listade i Catalogue of Life.